# Henk Fraser
Hendrikus "Henk" Fraser (Paramaribo, Surinam; 7 de junio de 1966) es un exfutbolista y entrenador neerlandés de origen surinamés. Actualmente es el entrenador del RKC Waalwijk.

## Trayectoria
Fraser jugó como un defensor de fútbol, fue futbolista del Sparta Rotterdam (1984-1986), FC Utrecht (1986-1988), Roda JC (1988-1990), y el Feyenoord Rotterdam (1990-1999), con el que ganó la Liga holandesa en dos ocasiones (1993 y 1999). Después de su carrera profesional se convirtió en un entrenador de juveniles en el Feyenoord.
En 2014, Fraser se convirtió en el entrenador del ADO Den Haag. Dejó el cargo en 2016 para pasar a dirigir al Vitesse. Con el equipo de Arnhem logró salir campeón de la Copa de los Países Bajos 2016-17, siendo éste el primer título del club en primera división, y el primero en su cuenta personal.

## Selección nacional
Fue seis veces internacional con la Selección de fútbol de los Países Bajos, con la que marcó un gol. Fue miembro del equipo neerlandés en la Copa Mundial de Fútbol de 1990 en Italia, a las órdenes de Leo Beenhakker. Hizo su debut con Holanda el 6 de septiembre de 1989, en un amistoso contra Dinamarca (2-2).

## Estadísticas

### Como jugador
| Sparta Rotterdam · Países Bajos | 1.º           | 1984-85       | 8   | 0  | ? | ? | -  | - | - | - | 8   | 0  |
| Sparta Rotterdam · Países Bajos | 1.º           | 1985-86       | 4   | 0  | ? | ? | 0  | 0 | - | - | 4   | 0  |
| Sparta Rotterdam · Países Bajos | Total club    | Total club    | 12  | 0  | ? | ? | 0  | 0 | - | - | 12  | 0  |
| FC Utrecht · Países Bajos | 1.º           | 1986-87       | 30  | 10 | ? | ? | -  | - | - | - | 30  | 10 |
| FC Utrecht · Países Bajos | 1.º           | 1987-88       | 28  | 2  | ? | ? | 4  | 0 | - | - | 32  | 2  |
| FC Utrecht · Países Bajos | Total club    | Total club    | 58  | 12 | ? | ? | 4  | 0 | - | - | 62  | 12 |
| Roda JC · Países Bajos | 1.º           | 1988-89       | 31  | 3  | ? | ? | 6  | 0 | - | - | 37  | 3  |
| Roda JC · Países Bajos | 1.º           | 1989-90       | 27  | 3  | ? | ? | -  | - | - | - | 27  | 3  |
| Roda JC · Países Bajos | Total club    | Total club    | 58  | 6  | ? | ? | 6  | 0 | - | - | 64  | 6  |
| Feyenoord · Países Bajos | 1.º           | 1990-91       | 23  | 2  | 1 | 0 | -  | - | - | - | 24  | 2  |
| Feyenoord · Países Bajos | 1.º           | 1991-92       | 26  | 6  | 2 | 0 | 8  | 0 | 1 | 0 | 37  | 6  |
| Feyenoord · Países Bajos | 1.º           | 1992-93       | 20  | 4  | ? | ? | 3  | 1 | 1 | 0 | 24  | 5  |
| Feyenoord · Países Bajos | 1.º           | 1993-94       | 19  | 0  | 2 | 0 | 3  | 0 | 1 | 0 | 25  | 0  |
| Feyenoord · Países Bajos | 1.º           | 1994-95       | 17  | 0  | 1 | 0 | 6  | 0 | 1 | 0 | 25  | 0  |
| Feyenoord · Países Bajos | 1.º           | 1995-96       | 1   | 0  | ? | ? | 0  | 0 | 0 | 0 | 1   | 0  |
| Feyenoord · Países Bajos | 1.º           | 1996-97       | 25  | 3  | ? | ? | 4  | 0 | - | - | 29  | 3  |
| Feyenoord · Países Bajos | 1.º           | 1997-98       | 7   | 0  | ? | ? | 4  | 0 | - | - | 11  | 0  |
| Feyenoord · Países Bajos | 1.º           | 1998-99       | 0   | 0  | ? | ? | 0  | 0 | - | - | 0   | 0  |
| Feyenoord · Países Bajos | Total club    | Total club    | 138 | 15 | 6 | 0 | 28 | 1 | 4 | 0 | 176 | 16 |
| Total carrera | Total carrera | Total carrera | 266 | 33 | 6 | 0 | 38 | 1 | 4 | 0 | 314 | 34 |
| (1)Copa de los Países Bajos (1984-1999). (2)UEFA Europa League (1987-88 / 1996-97 / 1998-99), Recopa de Europa de la UEFA (1988-89 / 1991-93 / 1994-96), UEFA Champions League (1993-93 / 1997-98). (3)Supercopa de los Países Bajos (1991-95). |               |               |     |    |   |   |    |   |   |   |     |    |

### Como entrenador
Actualizado al último partido dirigido el 14 de mayo de 2017.
| ADO La Haya · Países Bajos | 1.ª                 | 2013-14             | 12  | 6  | 5  | 1  | 20  | 13  | +7  | 9.º  | - | - | - | - | -  | -  | -   | -   | - | - | - | - | - | - | - | - | - | - | - | - | - | - | - | - | 12  | 6  | 5  | 1  | 20  | 13  | +7  |
| ADO La Haya · Países Bajos | 1.ª                 | 2014-15             | 34  | 9  | 10 | 15 | 44  | 53  | -9  | 13.º | 1 | 0 | 0 | 1 | 2  | 4  | -2  | 2R  | - | - | - | - | - | - | - | - | - | - | - | - | - | - | - | - | 35  | 9  | 10 | 16 | 46  | 57  | -11 |
| ADO La Haya · Países Bajos | 1.ª                 | 2015-16             | 34  | 10 | 13 | 11 | 48  | 49  | -1  | 11.º | 1 | 0 | 0 | 1 | 4  | 6  | -2  | 2R  | - | - | - | - | - | - | - | - | - | - | - | - | - | - | - | - | 35  | 10 | 13 | 12 | 53  | 55  | -2  |
| Total en el club | Total en el club    | Total en el club    | 80  | 25 | 28 | 27 | 112 | 115 | -3  |      | 2 | 0 | 0 | 2 | 6  | 10 | -4  |     | - | - | - | - | - | - | - | - | - | - | - | - | - | - | - | - | 82  | 25 | 28 | 29 | 118 | 125 | -7  |
| Vitesse · Países Bajos | 1.ª                 | 2016-17             | 34  | 15 | 6  | 13 | 51  | 40  | +11 | 5.º  | 6 | 6 | 0 | 0 | 21 | 4  | +17 | 1.º | - | - | - | - | - | - | - | - | - | - | - | - | - | - | - | - | 40  | 21 | 6  | 13 | 72  | 44  | +28 |
| Vitesse · Países Bajos | 1.ª                 | 2017-18             | 0   | 0  | 0  | 0  | 0   | 0   | 0   | -    | 0 | 0 | 0 | 0 | 0  | 0  | 0   | -   | 0 | 0 | 0 | 0 | 0 | 0 | 0 | - | 0 | 0 | 0 | 0 | 0 | 0 | 0 | - | 0   | 0  | 0  | 0  | 0   | 0   | 0   |
| Total en el club | Total en el club    | Total en el club    | 34  | 15 | 6  | 13 | 51  | 40  | +11 |      | 6 | 6 | 0 | 0 | 21 | 4  | +17 |     | - | - | - | - | - | - | - | - | - | - | - | - | - | - | - | - | 40  | 21 | 6  | 13 | 72  | 44  | +28 |
| Total en su carrera | Total en su carrera | Total en su carrera | 114 | 40 | 34 | 40 | 163 | 155 | +8  |      | 8 | 6 | 0 | 2 | 27 | 14 | +13 |     | - | - | - | - | - | - | - | - | - | - | - | - | - | - | - | - | 122 | 46 | 34 | 42 | 190 | 169 | +21 |
| P = Partidos; G = Ganados; E = Empatados; D = Derrotas; Pos = Posición; GF = Goles Anotados; GC = Goles Recibidos; DG = Diferencia de goles |                     |                     |     |    |    |    |     |     |     |      |   |   |   |   |    |    |     |     |   |   |   |   |   |   |   |   |   |   |   |   |   |   |   |   |     |    |    |    |     |     |     |

## Palmarés

### Campeonatos nacionales
| Título                        | Club      | País         | Año     |
| ----------------------------- | --------- | ------------ | ------- |
| Copa de los Países Bajos      | Feyenoord | Países Bajos | 1990-91 |
| Supercopa de los Países Bajos | Feyenoord | Países Bajos | 1991    |
| Copa de los Países Bajos      | Feyenoord | Países Bajos | 1991-92 |
| Eredivisie                    | Feyenoord | Países Bajos | 1992-93 |
| Copa de los Países Bajos      | Feyenoord | Países Bajos | 1993-94 |
| Copa de los Países Bajos      | Feyenoord | Países Bajos | 1994-95 |
| Eredivisie                    | Feyenoord | Países Bajos | 1998-99 |

| Título                   | Club    | País         | Año     |
| ------------------------ | ------- | ------------ | ------- |
| Copa de los Países Bajos | Vitesse | Países Bajos | 2016-17 |